# Херцогенрат
Херцогенрат (њем. Herzogenrath) град је у њемачкој савезној држави Северна Рајна-Вестфалија. Једно је од 10 општинских средишта округа Регион Ахен. Према процјени из 2010. у граду је живјело 47.187 становника. Посједује регионалну шифру (AGS) 5334016, NUTS (DEA25) и LOCODE (DE HZR) код.

## Географски и демографски подаци
Херцогенрат се налази у савезној држави Северна Рајна-Вестфалија у округу Регион Ахен. Град се налази на надморској висини од 140 метара. Површина општине износи 33,4 km². У самом граду је, према процјени из 2010. године, живјело 47.187 становника. Просјечна густина становништва износи 1.413 становника/km².

## Међународна сарадња
| Мјесто | Држава    | Врста сарадње | Од    |
| ------ | --------- | ------------- | ----- |
|        | Француска | партнерство   | 1986. |
| Извор  |           |               |       |